# Charles Robinson (arbitro)
Charles Shane Robinson (Mooresville, 2 luglio 1964) è un arbitro di wrestling statunitense, sotto contratto con la WWE dal 2001.
Tra il 1997 e il 2001, ha lavorato per la World Championship Wrestling. È da molti definito come uno dei migliori arbitri della storia del wrestling.

## Carriera

### Gli inizi (1995–1997)
Da giovane, Robinson era un grande fan dell'allora stella della National Wrestling Alliance Ric Flair. Ha anche studiato i metodi di arbitraggio del leggendario Tommy Young. La sua carriera nel 1995 nel wrestling è cominciata quando è stato assunto dalla Pro Wrestling Federation come fotografo. Dopo essere stato utilizzato come arbitro speciale, in seguito divenne un arbitro a tempo pieno per la federazione.

### World Championship Wrestling (1997–2001)
Robinson fece numerose richieste di lavoro alla World Championship Wrestling fino al 15 settembre 1997 quando gli fecero arbitrare un dark match tra Chris Taylor e Kendall Windham nel pre-show di WCW Nitro all'Independence Arena di Charlotte, Carolina del Nord.

### World Wrestling Federation/Entertainment/WWE (2001–presente)
Nel 2001, quando la WCW venne acquistata dalla World Wrestling Federation, Robinson venne assunto dalla federazione di proprietà di Vince McMahon. Ha esordito durante la storyline dell'Invasion e arbitrò il suo primo match in WWF il 22 luglio 2001.
A WrestleMania 31, in occasione del match tra Triple H e Sting, Robinson venne scelto per arbitrare il match proprio da Sting, per via del passato comune in WCW.

## Vita privata
Robinson si è sposato nel 2000 con Amy Robinson, deceduta nel 2002 per un melanoma. Ha avuto una figlia, Jessica, nata da una precedente relazione.